# Armand Caouette
Pour l’article homonyme, voir Caouette.
Armand Caouette (né le 20 juillet 1945 et mort le 15 mai 2010 à Amos à l'âge de 64 ans) est un opérateur, représentant de commerce, vendeur et homme politique fédéral du Québec.

## Biographie
Né à Rouyn dans la région d'Abitibi-Témiscamingue, il devient député du Parti Crédit social du Canada dans la circonscription fédérale de Villeneuve en 1974. Réélu dans Abitibi en 1979, il fut défait en 1980 par le libéral René Gingras. Tentant à nouveau sa chance à titre de candidat du Parti progressiste-conservateur du Canada en 1997, il fut défait par le libéral Guy Saint-Julien. Candidat libéral dans Abitibi—Baie-James—Nunavik—Eeyou en 2006, il est à nouveau défait, cette fois par le bloquiste Yvon Lévesque.